# Macaranga trichocarpa
Macaranga trichocarpa là một loài thực vật có hoa trong họ Đại kích. Loài này được (Zoll.) Müll.Arg. mô tả khoa học đầu tiên năm 1866.